# تم کنار
تم کنار مربوط به دوره ساسانیان است و در شهرستان جیرفت، میانده واقع شده و این اثر در تاریخ ۱ فروردین ۱۳۴۵ با شمارهٔ ثبت ۵۱۵ به‌عنوان یکی از آثار ملی ایران به ثبت رسیده است.